# Alper Gezeravcı
Alper Gezeravcı (né le 2 décembre 1979 à Mersin) est un pilote militaire et le premier astronaute turc.
Sa nomination est annoncée fin avril 2023 par Recep Tayyip Erdoğan. Gezeravcı doit séjourner 14 jours dans la Station spatiale internationale dans le cadre de la mission SpaceX Axiom Space-3 lancée en janvier 2024. Il s'envole avec trois autres astronautes internationaux depuis le Centre spatial Kennedy à bord d'un Crew Dragon.
Il a étudié l'ingénierie électronique à l'Académie de l'armée de l'air turque et aussi étudié à l'Air Force Institute of Technology à Dayton dans l'Ohio. Il est pilote de l'armée de l'air turque, avec 21 ans d'expérience ; il vole sur F-16.
En octobre 2024, il effectue un vol avec l’avion d’entraînement Hürkuş pendant le salon de la technologie Teknofest.